# رودنا پود پرادیدم
رودنا پود پرادیدم (به چکی: Rudná pod Pradědem) یک منطقهٔ مسکونی در جمهوری چک است که در شهرستان برونتال واقع شده‌است. رودنا پود پرادیدم ۲۱٫۸ کیلومتر مربع مساحت و ۳۹۲ نفر جمعیت دارد و ۶۰۰ متر بالاتر از سطح دریا واقع شده‌است.